# 与那嶺翼
与那嶺 翼（よなみね つばさ、1983年5月13日 - ）は、沖縄県沖縄市出身の元プロバスケットボール選手である。ポジションはポイントガード。

## 経歴

### 大学まで
10歳でバスケットボールを始める。コザ中学校に進学後、全国中学校バスケットボール大会やジュニアオールスターに出場。1998年に全国中学校バスケットボール大会で優勝する。北中城高校時代にも全国大会を経験。日本体育大学に進学後はインカレで活躍。

### プロ入り後
2006年、大学卒業後、大分ヒートデビルズにドラフト外で入団。1年目からプレイオフ進出に貢献。2008年9月、チャレンジ!おおいた国体バスケットボール競技成年男子の部に佐藤博紀、君塚大輔と共に大分県選抜として出場したが初戦敗退。2009年オフ、FA宣言を行い、出身地の琉球ゴールデンキングスへ移籍。2015年6月、新規参入チームの金沢武士団に移籍。2018‐19シーズン途中に島根スサノオマジックにレンタル移籍をしシーズン終了までプレー。
2019年、現役を引退し岩手ビッグブルズのアシスタントコーチ兼アカデミーコーチに就任。
2025年、琉球ゴールデンキングスのアシスタントコーチに就任。

## エピソード
ユニフォームの名前表記には、英字表記で｢WING｣(その名の通り翼)。ルーキー年は英字で｢TSUBASA｣と書かれていた。

## 成績
| シーズン | チーム | GP | GS | MPG  | FG%  | 3P%  | FT%  | RPG | APG | SPG | BPG | TO  | PPG |
| -------- | ------ | -- | -- | ---- | ---- | ---- | ---- | --- | --- | --- | --- | --- | --- |
| 2013-14  | 岩手   | 52 |    | 27.0 | .405 | .259 | .762 | 2.3 | 3.7 | 0.9 | 0.2 | 1.5 | 5.2 |
| 2014-15  | 岩手   | 50 |    | 21.3 | .337 | .236 | .897 | 2.0 | 3.1 | 0.5 | 0.0 | 0.8 | 3.5 |
| 2015-16  | 金沢   |    |    |      |      |      |      |     |     |     |     |     |     |